# Clubiona baimaensis
Clubiona baimaensis är en spindelart som beskrevs av Song och Zhu 1991. Clubiona baimaensis ingår i släktet Clubiona och familjen säckspindlar. Inga underarter finns listade i Catalogue of Life.